# Шаверки
Шаверки (мокш. шава эрьхке) — село в Краснослободском районе Республики Мордовия Российской Федерации. Административный центр  Шаверского сельского поселения. Население 374 чел.(2005), в основном русские.

## Топоним
Название-характеристика: от м. шава эрьхке
«обмелевшее, высохшее озеро».

## География
Расположено на берегу реки Мокша, в 17 км от районного центра и 43 км от железнодорожной станции Ковылкино.

### Уличная сеть
- Заовражный (переулок)[2]
- Ленина
- Победы
- Садовая
- Советская
- Школьный(переулок)
- Южная

## История
В «Списке населённых мест Пензенской губернии» (1869) Шаверки — село казённое
из 159 дворов Краснослободского уезда.
По данным 1913 г., в селе были церковь, церковно-приходская школа (1830), мельница.
В 1930 г. создан колхоз
«50 лет Сталину» (председатель — Г. С. Храпцов) с 1960 г. — «Прогресс», с 1998 г. — СХПК.

## Население
| 2002 | 2010 |
| ---- | ---- |
| 380  | ↘325 |

## Известные уроженцы, жители
Шаверки — родина хирурга А. И. Хворова, кавалера ордена
«Трудовой славы» 2-й и 3-й степеней Н. Анохина, заслуженного
работника сельского хозяйства МАССР И. Д. Артамошкина.

## Инфраструктура
Личное подсобное хозяйство с зоной сельскохозяйственного использования, индивидуальная застройка усадебного типа.
Основа экономики — сельское хозяйство.
Шаверский Дом культуры, средняя школа, библиотека, фельдшерско-акушерский пункт, отделение связи.

## Достопримечательности
Родник «Студенец». Возле села — городище
городецкой культуры, Шаверкские
поселения.

## Транспорт
Автобусное сообщение с райцентром. Остановка общественного транспорта «Шаверки».